# Chuje
Chuje (Chuj), indijanski narod iz Gvatemale i Meksika naseljen u departmanu Huehuetenango i meksičkoj državi Chiapas.
Čuhe su srodnici Tojolabala ili Chañabala s kojima pripadaju skupini kanjobal, a u ovom kraju žive oko 4.000 godina. Njihova populacija im iznosi 36,000 (1990). Većina ih danas živi u gradovima San Mateo Ixtatán (oko 16.000), San Sebastián Coatán (oko 9.000) i Nentón (blizu 4.000).
Sve do 1960.-tih kada je kroz planine Cuchumatanes prošla cesta i za posljedicu izazvala deforestaciju, oni su živjeli od trgovine soli, čiji su se rudnici nalazili na njihovom području. Od tada pa nadalje Čuhe su se preorjentirali su se na uzgoj kukuruza i druge kulture. 
Po vjeri su uglavnom katolici a ima i nešto protestantskih obitelji u San Mateu u Nentónu.